# Pierre-René Wolf
Pour les articles homonymes, voir Wolf.
Pierre-René Wolf, né le 19 février 1899 à Rouen (Seine-Inférieure) où il est mort le 6 avril 1972, est un journaliste français qui a dirigé le quotidien régional Paris-Normandie, basé à Rouen, de 1945 à sa mort.

## Biographie
Sa famille, juive alsacienne, s’est établie à Rouen après l’annexion de l’Alsace-Lorraine en 1871. Son père Lucien Victor était imprimeur, époux de Marthe Valentine Marix, mariés à Paris 17e le 19 février 1894. Pierre-René épouse Geneviève Aimée Marix le 28 novembre 1921 à Dunkerque.
En 1922, il reprend l'imprimerie fondée à Rouen par son grand-père Jacques Wolf, à la suite du décès de son père,. Il est domicilié au no 36bis place des Carmes. En 1929, il demeure au no 12 rue Lezurier-de-la-Martel puis, en 1937, au no 13 rue de la Pie.
Mobilisé en 1939 comme médecin auxiliaire, il se voit contraint, après l'armistice, de quitter Rouen, pour se réfugier en zone sud, où il vit longtemps dans la clandestinité, prenant une part active à la Résistance.
En mars 1945, le Comité départemental de Libération nationale (CDLN), repreneur du Journal de Rouen interdit de parution, le désigne comme directeur de la publication du quotidien Normandie, qui deviendra Paris-Normandie en 1947.
Il est longtemps un éditorialiste dont les analyses ont un retentissement national. Il s'acharne à donner à son journal une réputation de qualité et d'indépendance. Il voulait, avait-il dit un jour, en faire « Le Figaro des journaux de province. »
En 1935, il publie un roman Martin Roumagnac, aux éditions Albin Michel. Onze ans plus tard, en 1946, Georges Lacombe en tire un film du même titre, avec Jean Gabin, Marlène Dietrich, Margo Lion et Jean d’Yd.
Il est président de la Chambre syndicale des maîtres imprimeurs, libraires et papetiers de Normandie, succédant à Albert Lainé le 1er novembre 1936. Il est membre de l'Académie des sciences, belles-lettres et arts de Rouen en 1938 et membre de la Société des écrivains normands. Son épouse décède en 1968.

## Publications
- Marfa, Paris, Albin Michel, 1929.
- Martin Roumagnac, Paris, Albin Michel, 1935.
- Rouen, poèmes d'exil, illustrations d'Émile-Henry Tilmans, Rouen, Éditions H. Defontaine, 1947.

## Distinctions
- Officier de la Légion d'honneur (1956). Nommé chevalier en 1949.